# مارينا ألاباو
مارينا ألاباو نيرا (بالإسبانية: Marina Alabau Neira، ولدت في 31 أغسطس 1985، إشبيلية، إسبانيا) لاعبة إسبانية، تتنافس في سباق القوارب الشراعية، تتخصص في فئة RS:X.
حصلت على الميدالية الذهبية في دورة الألعاب الأولمبية الصيفية 2012، كما حازت على الميدالية الذهبية في بطولة العالم للشراع في فئة RS:X عام 2009، وعلى خمس ميداليات ذهبية في بطولات أوروبا للشراع في فئة RS:X.

## إنجازاتها

### الألعاب الأولمبية الصيفية
- 2012 لندن  المملكة المتحدة:  ميدالية ذهبية للشراع في فئة RS:X.

### بطولة العالم للقوارب الشراعية فئة RS:X
- 2006 ترينتينو ألتو أديجي  إيطاليا:  ميدالية فضية للشراع في فئة RS:X.
- 2008 أوكلاند  أستراليا:  ميدالية برونزية للشراع في فئة RS:X.
- 2009 وايمث  المملكة المتحدة:  ميدالية ذهبية للشراع في فئة RS:X.
- 2011 بيرث  أستراليا:  ميدالية برونزية للشراع في فئة RS:X.

### بطولة أوروبا للقوارب الشراعية فئة RS:X
- 2007 ليماسول  قبرص:  ميدالية ذهبية للشراع في فئة RS:X.
- 2008 بريست  فرنسا:  ميدالية ذهبية للشراع في فئة RS:X.
- 2009 تل أبيب  إسرائيل:  ميدالية ذهبية للشراع في فئة RS:X.
- 2010 سوبوت  بولندا:  ميدالية ذهبية للشراع في فئة RS:X.
- 2012 جزر ماديرا  البرتغال:  ميدالية ذهبية للشراع في فئة RS:X.

## روابط خارجية
- مارينا ألاباو على موقع الاتحاد الدولي للملاحة الشراعية (موقع جديد) (الإنجليزية)
- مارينا ألاباو على موقع الاتحاد الدولي للملاحة الشراعية (موقع قديم) (الإنجليزية)
- مارينا ألاباو على موقع اللجنة الأولمبية الدولية (الإنجليزية)
- مارينا ألاباو على موقع أوليمبيديا (الإنجليزية)
- مارينا ألاباو على موقع اللجنة الأولمبية الإسبانية (الإسبانية)